# Chirbat Sulajb
Chirbat Sulajb (arab. خربة صليب) – wieś w Syrii, w muhafazie Aleppo. W 2004 roku liczyła 429 mieszkańców.